# Rosemary Byrne
Rosemary Byrne (* 1948 in Irvine) ist eine schottische Politikerin, Mitglied der Partei Solidarity und ehemaliges Mitglied der Scottish Socialist Party (SSP).

## Leben
Byrne besuchte die Irvine Royal Academy und das Craigie College in Ayr. Sie schloss mit einem pädagogischen Diplom ab und arbeitete dann als Lehrerin in North Ayrshire. Byrne ist verheiratet und Mitglied des Educational Institute of Scotland.

## Politischer Werdegang
Bei den ersten Schottischen Parlamentswahlen im Jahre 1999 trat Byrne für die Scottish Socialist Party an. Sie bewarb sich jedoch nicht um ein Direktmandat eines Wahlkreises, sondern war auf dem ersten Rang der Regionalwahlliste der SSP für die Wahlregion South of Scotland gesetzt. Da die SSP bei diesen Wahlen nur rund 1 % der Stimmen in der Wahlregion erhielten, konnten sie keinen Kandidaten in das neugeschaffene Schottische Parlament entsenden. Auf britischer Ebene bewarb sie sich bei den Unterhauswahlen 2001 um das Direktmandat des Wahlkreises Cunninghame South, verpasste mit einem Stimmenanteil von 4,3 % den Einzug in das Britische Unterhaus deutlich. Bei den Parlamentswahlen 2003 erhielt Byrne mit 11,8 % den drittgrößten Stimmenanteil in ihrem Wahlkreis Cunninghame South. Da sie jedoch auch auf dem ersten Rang der Regionalwahlliste der SSP für South of Scotland gelistet war, erhielt sie infolge des Wahlergebnisses ein Listenmandat und zog erstmals in das Schottische Parlament ein. Zusammen mit weiteren Mitglieder der SSP verließ Byrne im Jahre 2006 die Partei und wurde Gründungsmitglied der neuen Partei Solidarity. Zusammen mit Tommy Sheridan wurde sie zur Parteichefin gewählt. Bei den folgenden Parlamentswahlen 2007 führte Byrne die Wahlliste von Solidarity in der Wahlregion an. Die Partei errang jedoch keines der Mandate und Byrne schied aus dem Parlament aus.